# Comuna Pidhoroddea, Rohatîn
Pidhoroddea (în ucraineană Підгороддя) este o comună în raionul Rohatîn, regiunea Ivano-Frankivsk, Ucraina, formată din satele Lukovîșce, Pidhoroddea (reședința) și Ruda.

## Demografie
Componența lingvistică a comunei Pidhoroddea
     Ucraineană (99,72%)
     Alte limbi (0,18%)
Conform recensământului din 2001, majoritatea populației comunei Pidhoroddea era vorbitoare de ucraineană (99,72%), existând în minoritate și vorbitori de alte limbi.